# دیویس تارواتر
دیویس تارواتر (به انگلیسی: Davis Tarwater) (زادهٔ ۲۴ مارس ۱۹۸۴) شناگر اهل ایالات متحده آمریکا است.